# John Bergsma
John Bergsma (Estados Unidos, 17 de enero de 1971) es un teólogo y escritor converso estadounidense. Profesor de Teología en la Universidad Franciscana de Steubenville, en Steubenville (Ohio).Educado como protestante calvinista, fue pastor protestante durante cuatro años antes de convertirse al catolicismo en 2001.

## Biografía
John nació en 1971, era el quinto hijo de una familia de tradición calvinista holandesa. Su padre era capellán de la armada estadounidense. Durante su juventud, mientras rezaba, tuvo el convencimiento de que Dios le llamaba al ministerio de la Palabra. Por ello, y tras realizar una maestría en Teología en el Calvin Theological Seminary (Grand Rapids, Míchigan), y doctorarse en Filosofía y en Teología de la Universidad de Notre Dame (South Bend, Indiana) se especializó en el Antiguo Testamento y en los manuscritos del Mar Muerto, y fue pastor calvinista durante cuatro años. Esa época fue  "la experiencia más formativa de mi vida; profundicé en mi vida espiritual y conocí la guerra espiritual de forma directa, sin barnices, en una comunidad que tenía problemas de drogas".
Su congregación le pidió que se ordenara ministro, pero John decidió continuar estudiando antes de dar ese paso. Regresó a la Universidad de Notre Dame, donde conoció por primera vez a varios católicos. Uno de ellos, buen conocedor de la Biblia le animó a acercarse a estudiar a los Padres de la Iglesia, y poco a poco, le fue acercando a la fe católica. Los textos de San Ireneo de Lyon —siglo II—, le convencieron de que la visión católica de la Eucaristía es la original, la que tenían los primeros cristianos.Y en febrero de 2001 se convirtió al catolicismo. Su esposa Dawn también se integró en el mismo grupo de confirmación que él, aunque su viaje a la fe la llevó por una ruta mariana hacia la iglesia.
Está casado y tiene ocho hijos. La familia vive en Steubenville (OH).

## Estudios
El estudio de Bergsma sobre las escrituras antiguas y los Rollos del Mar Muerto ha dado lugar a múltiples artículos y publicaciones, incluido su libro The Jubilee from Leviticus to Qumran: A History of Interpretation. Ha escrito varios artículos académicos, algunos de los cuales fueron coautores del apologista y teólogo católico Scott Hahn. Bergsma participa habitualmente en conferencias sobre sus estudios y ha contribuido a producciones de medios distribuidas por Lighthouse Catholic Media. Con respecto al descubrimiento y estudio de los manuscritos del Mar Muerto, su enfoque a menudo incluye cómo los rollos reafirman la doctrina, la tradición y las prácticas católicas.

## Publicaciones

### en inglés
- The Jubilee from Leviticus to Qumran: A History of Interpretation. Vetus Testamentum Supplements Vol. 115. Leiden: Brill Academic Publishers. 2007. ISBN 9789004152991.
- Bible Basics For Catholics: A New Picture of Salvation History. Ave Maria Press. 2012. ISBN 9781594712913.
- New Testament Basics for Catholics. Ave Maria Press. 2015. ISBN 9781594715822.
- Stunned by Scripture: How the Bible Brought Me Home. Our Sunday Visitor. 2017. ISBN 9781612783932.
- Psalm Basics for Catholics: Seeing Salvation History in a New Way. Ave Maria Press 2018. ISBN 1594717931.
- With Brant Pitre A Catholic Introduction to the Bible: The Old Testament. Ignatius Press, 2018. ISBN 1586177222.
- Jesus and the Dead Sea Scrolls: Revealing the Jewish Roots of Christianity. Image 2019. ISBN 1984823124.

### en español
- El Nuevo Testamento paso a paso. Madrid: Ediciones Rialp. 2021. p. 338. ISBN 978-8432160110.
- La Biblia paso a paso. Madrid: Ediciones Rialp. 2019. p. 216. ISBN 978-8432151361. (2ª ed, 2019; 3ª ed., 2019)[6]